# Альборхе
Альборхе (ісп. Alborge) — муніципалітет в Іспанії, у складі автономної спільноти Арагон, у провінції Сарагоса. Населення — 126 осіб (2010).
Муніципалітет розташований на відстані близько 300 км на схід від Мадрида, 55 км на південний схід від Сарагоси.

## Демографія
Динаміка населення (INE ):